# Putre
A comuna de Putre está localizada na província de Parinacota, Região de Arica e Parinacota, Chile. Possui uma área de 5.902,5 km² e uma população de 1.498 habitantes (2007). Nesta comuna se localiza os vulcões Guallatiri  e El Rojo Norte.